# One America Plaza
Le One America Plaza est un gratte-ciel de 152 mètres de hauteur construit à San Diego en Californie aux États-Unis en 1991. L'immeuble a exactement été construit à la limite de hauteur de construction de la ville de San Diego.
En 2024 c'était toujours le plus haut gratte-ciel de San Diego.
L'immeuble a été acheté avec le 'Koll Center' de l'autre côté de la rue par 'The Irvine Company' en février 2006 pour 300 millions de $.
La One America Plaza est parfois surnommée 'le tournevis Philips' du fait de sa forme.
À la base de l'immeuble se trouve une station de trolley.
L'extérieur de l'immeuble est composée de murs rideaux en granite et en verre.
Les architectes sont l'agence Jahn/Murphy d'Helmut Jahn qui fut le 'design architect' et l'agence KMA qui fut 'l'executive architect'.